# J. Richard Fisher
James Richard Fisher (10 de diciembre de 1943) es una astrónomo del National Radio Astronomy Observatory en Charlottesville (Virginia). Se doctoró en astronomía por la Universidad de Maryland y consiguió su licenciatura en física en la Universidad Estatal de Pensilvania.
Fisher junto con R. Brent Tully, propusieron la ahora famosa relación Tully-Fisher, una correlación entre la luminosidad de una galaxia y el ancho de las líneas de emisión en su espectro, en el artículo A New Method of Determining Distances to Galaxies (Un nuevo Método de Determinar la Distancia a las Galaxias) publicado en Astronomy and Astrophysics, Vol. 54, N.º 3, febrero de 1977.